# Assassinat d'Alireza Fazeli Monfared
L'assassinat d'Alireza Fazeli Monfared, nascut a l'Iran el 2 de gener de 2001, va tenir lloc el 4 de maig de 2021. Els autors del crim van ser el seu mig germà i dos dels seus cosins, a l'assabentar-se que Fazeli era homosexual i planejava fugir a Turquia, com a refugiat, per reunir-se amb la seva parella.
Fazeli, de 20 anys, havia patit assetjament per part de la seva família, per la seva forma de vestir i de comportar-se. Aquests fets van ser denunciats pel mateix Fazeli a través de les seves xarxes socials. Així, va planejar fugir de l'Iran i refugiar-se a Turquia. A més, va ser eximit del servei militar obligatori de dos anys per "depravacions morals i sexuals, com ara, ser homosexual". Tot plegat, va ser descobert pels seus familiars quan varen obrir una carta, enviada a Fazeli per l'Oficina de Conscripció de l'Iran, on es detallava la informació de la seva exoneració.
Segons el relat d'un amic de Fazeli, qui va fer unes declaracions a IranWire, a les 19:00 hores (hora local), després d'una trucada telefònica amb la seva mare, el mig germà de Fazeli va portar al jove als afores de la ciutat de Ahwaz, al poble de Borumi, amb l'excusa que el seu pare necessitava veure'l. Allà, els familiars, el varen assassinar a cops i després el varen decapitar, deixant el cadàver al costat d'un arbre. A l'endemà, varen avisar la mare de Fazeli i varen comunicar-li la ubicació del cos sense vida del seu fill. Els familiars, presumptament assassins, de Fazeli van ser arrestats per la policia.